# هرمان فون اوپلن-برونیکوفسکی
هرمان لئوپولت آوگوست فون اوپلن-برونیکوفسکی (به آلمانی: Hermann Leopold August von Oppeln-Bronikowski) (۲ ژانویه ۱۸۹۹ – ۱۹ سپتامبر ۱۹۶۶) نظامی بلندپایه آلمانی در دوره رایش سوم بود که در جریان جنگ جهانی دوم یگان‌های زرهی مختلفی را فرماندهی کرد. او همچنین با فعالیت در رشته ورزشی سوارکاری در مسابقات المپیک ۱۹۳۶ برلین برنده ۱ مدال طلا شد.

## زندگی
هرمان فون اوپلن-برونیکوفسکی سال ۱۸۹۹ در برلین در یک خاندان اشرافی پروسی زاده شد. در جریان جنگ جهانی اول سال ۱۹۱۶ داوطلب خدمت در هنگ ۱۰ اولان شد. نیمه دوم جنگ با درجه ستوان دوم فرمانده یک دسته در هنگ ۱۱۸ پیاده‌نظام بود و نشان درجه ۱ صلیب آهنین را دریافت کرد. پس از جنگ به هنگ ۱۰ سواره‌نظام در رایشسور بازگشت. با شرکت در مسابقات سوارکاری نامی برای خود دست و پا نمود. نماینده آلمان در بازی‌های المپیک ۱۹۳۶ برلین بود و مدال طلای رشته درساژ را کسب کرد. با طی ترفیع درجات هنگام آغاز جنگ جهانی دوم در سال ۱۹۳۹، سرگرد و فرمانده گردان شناسایی لشکر بیست‌وچهارم پیاده‌نظام بود.
با این یگان در نبرد لهستان حضور داشت و گیره ۱۹۳۹ صلیب آهنین به اعطا گردید. سال ۱۹۴۰ وارد ستاد فرماندهی عالی نیروی زمینی آلمان شد. با کسب تجربه ماه اوت همان سال به درجه سرهنگ دوم ترفیع گرفت. در زمینه تبدیل سواره‌نظام سنتی به یگان‌های زرهی شناسایی فعالیت می‌کرد. در مراحل نهایی عملیات بارباروسا، تهاجم به شوروی، ماه اکتبر سال ۱۹۴۱ به حیطه رزمی بازگشت و در ستاد لشکر چهارم زرهی قرار گرفت. ماه ژانویه سال ۱۹۴۲، به عنوان جانشین سرهنگ هاینریش ایبرباخ، مختصرا هنگ ۳۵ زرهی را فرماندهی کرد. ماه بعد به درجه سرهنگی رسید و فرماندهی هنگ ۲۰۴ زرهی در لشکر بیست‌ودوم زرهی را در بخش جنوبی جبهه شرقی بر عهده گرفت. با این یگان در نبردهای تنگه پارپاچ و شبه‌جزیره کرچ در کارزار کریمه تا ماه مه مشارکت کرد. در جریان مورد آبی، تا رود دن پیش رفت و ماه ژوئیه در ناحیه روستوف-نا-دونو جنگید. در این مدت تانک‌های تحت امر او بیش از ۵۰۰ زره‌پوش دشمن را منهدم کردند. بدین جهت مفتخر به دریافت نشان عالی صلیب شوالیه صلیب آهنین در ماه ژانویه سال ۱۹۴۳ شد. به هر صورت تا این زمان در درگیری‌های ناحیه استالینگراد چیز زیادی از لشکر او باقی نمانده بود.
به فرماندهی هنگ ۱۱ زرهی در لشکر ششم زرهی منتقل شد و تهاجم ناموفق در ناحیه کورسک مشارکت داشت. در نبرد عظیم زرهی پروخوروفکا، در جلسه با سایر افسران میدانی، موضع آن‌ها به اشتباه توسط لوفت‌وافه بمباران شد که به جراحت جدی او انجامید. پس از بهبودی به به فرماندهی هنگ ۲۲ زرهی در لشکر بیست‌ویکم زرهی در فرانسه منصوب گشت. این لشکر تنها یک گردان پنزر ۴ و تعداد دیگری تانک منسوخ فرانسوی داشت. هنگام پیاده‌سازی متفقین در نرماندی در روز ۶ ژوئن سال ۱۹۴۴، موظف به اجرای ضدحمله برای از بین بردن سر ساحل‌های دشمن شد. برتری هوایی گسترده دشمن و حملات بمب‌افکن‌های آن پیش از رسیدن به نبردگاه، ضربه سختی به هنگ ۲۲ زرهی وارد آورد. به هر صورت خود را به موقعیت رساند و درگیر رزم سختی در نواحی رانویل و کان شد. روز ۲۸ ژوئیه سال ۱۹۴۴ برگ‌های بلوط به جهت تقدیر از عملکرد او و افرادش به صلیب شوالیه افزوده گشت. این یگان توانست زیر فشار شدید ۳۰ روز موضع خود را خفظ کند؛ با این حال نیمی از تجهیزات زرهی خود را از دست داد. لشکر بیست‌ویکم زرهی موفق به گریز از محاصره فالز شد.
ماه ژانویه سال ۱۹۴۵ به درجه سرتیپی نائل آمد و فرمانده لشکر بیستم زرهی شد. با این لشکر نبردهای دفاعی شدیدی را در سیلزی، مجارستان و اتریش تجربه کرد؛ تا این که به مرور منهدم شد. ماه آوریل سال ۱۹۴۵ شمشیرهای صلیب شوالیه به او اعطا گردید. در پایان جنگ، روز ۸ مه در درسدن به اسارت آمریکایی‌ها درآمد.
پس از جنگ علاقه و حرفه خود در سوارکاری را ادامه داد. مربی تیم ملی سوارکاری کانادا در مسابقات المپیک ۱۹۶۴ توکیو بود. سرتیپ هرمان فون اوپلن-برونیکوفسکی در نهایت در دوران بازنشستگی در سال ۱۹۶۶ درگذشت.